# كنعان سميث
كنعان سميث (9 مارس 1999 - ) (بالإنجليزية: Kenan Smith)‏ هو لاعب كريكت جنوب أفريقي.

## وصلات خارجية
- كنعان سميث على موقع إي آس بي آن كريك إنفو (الإنجليزية)